# 4645 Tentaikojo
4645 Tentaikojo è un asteroide della fascia principale del diametro medio di circa 13,14 km. Scoperto nel 1990, presenta un'orbita caratterizzata da un semiasse maggiore pari a 2,6718538 UA e da un'eccentricità di 0,1337744, inclinata di 9,45872° rispetto all'eclittica.